# Луїс Хосе Сарторіус
Луїс Хосе Сарторіус-і-Тапіа, 1-й граф Сан-Луїс (ісп. Luis José Sartorius y Tapia; 1820 — 22 лютого 1871) — іспанський журналіст і політик, голова Ради міністрів Іспанії у 1853—1854 роках. Також Сарторіус тричі був міністром внутрішніх справ (1847, 1849-1851, 1853—1854).